# Том Скотт
Томас Скотт (англ. Thomas Scott) — англійський ютубер і веброзробник. Його іменний канал на YouTube містить навчальні відео на різні теми, включаючи історію, географію, лінгвістику, науку та технології. Станом на січень 2024 п'ять його YouTube-каналів загалом отримали понад 7.61 мільйона підписників  та 1.82 мільярда переглядів.  1 січня 2024 року, рівно через 10 років після публікації найпершого відео на каналі, Том Скотт опублікував прощальне відео, в якому сказав, що тепер, через вигорання, скоріш за все, більше не робитиме відео, а якщо і робитиме, но набагато рідше.

## Раннє життя
Томас Скотт народився у Менсфілді (Ноттінгемшир), закінчив Університет Йорка, де вивчав лінгвістику та англійську мову. Пізніше він отримав диплом магістра мистецтв з освітознавства.: 4:55 
Під час навчання в університеті в 2004 році він створив веб-сайт, який пародіював веб-сайт британського уряду «Підготовка до надзвичайних ситуацій», включивши розділ про те, що робити у випадку зомбі-апокаліпсису. Це призвело до того, що офіс уряду вимагав видалити сайт, на що Скотт надіслав «ввічливу відповідь з відмовою видалити сайт».
У 2009 році Скотт став офіційним британським організатором Міжнародного дня наслідування піратів, а згодом друзі висунули на посаду студентського президента Спілки студентів Йоркського університету не самого Тома Скотта, а персону зі святкування — Божевільного капітана Тома Скотта. Незважаючи на те, що балотувався жартома, він набрав майже 3000 голосів, виграв вибори та став 48-м президентом організації. У 2010 році він балотувався до парламенту від округу Лондон і Вестмінстера як жартівливий кандидат, і знову використав цього персонажа. Він отримав 84 голоси (0,2 % від загальної кількості), зайнявши останнє місце після Піратської партії Сполученого Королівства.

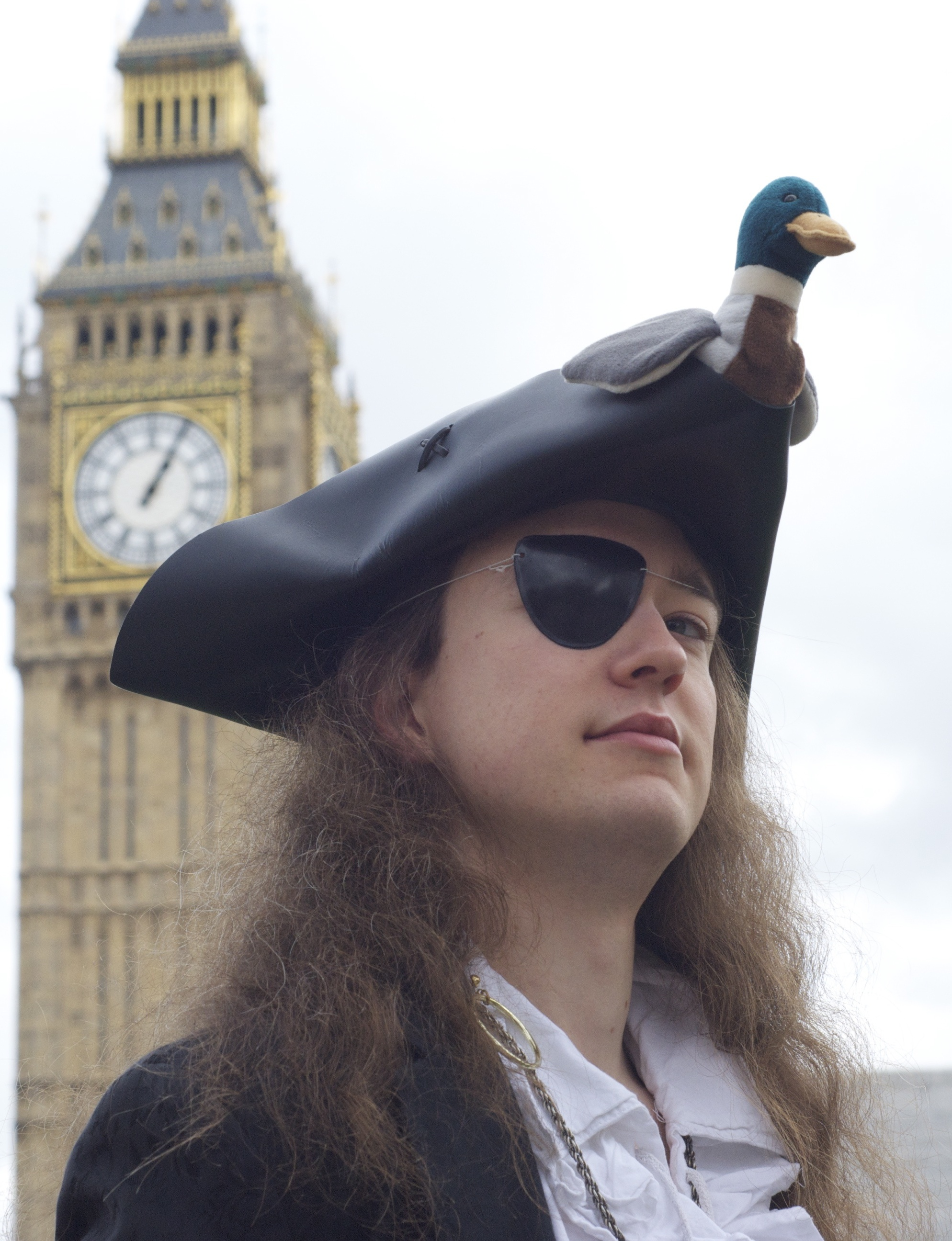
Скотт в амплуа «Божевільного капітана Тома» у 2010 році

## Кар'єра

### Рання кар'єра
У 2012 році Скотт був ведучим у передачі Gadget Geeks на каналі Sky 1 разом з Коліном Фьорзом і креативним технологом Чарльзом Ярнолдом, де він відповідав за створення програмних рішень.

### Кар'єра на YouTube
Скотт створює та завантажує на канал навчальні відеоролики на різні теми, включаючи лінгвістику, історію, географію, науку та технології. Його доробок включає такі рубрики, як Language Files (зосереджується на лінгвістиці та мовах), The Basics (охоплює питання, пов'язані з обчислювальною технікою та ІТ), Amazing Places (географічні місця) і Things You Might Not Know (те, чого ви могли не знати). Як правило, його відео мають форму відносно коротких роликів на цікаві теми, про багато з них писали на сторонніх сайтах, включно з відео про кольори, які неможливо точно записати на відео, компактне судно на повітряній подушці та те, як перевіряється інфраструктура, стійка до ведмедів.
Скотт також співпрацював з іншими ютуберами, зокрема кинув виклик ютуберу Джордану Гарроду створити його версію deepfake за 100 доларів.
1 січня 2024 року Скотт оголосив, що бере перерву в роботі на YouTube після десяти років постійних щотижневих завантажень. «Я так втомився. Зараз у моєму житті немає нічого, крім роботи», — пояснив він, незважаючи на те, що це «робота його мрії». Скотт зауважив, що YouTube унеможливлює зниження якості його відео, тому щоб підтримувати якість йому б довелося наймати персонал і ставати менеджером. У цьому ролику він також висловив очікування «важких років» попереду, з огляду на зростання «сміттєвих генеративних каналів штучного інтелекту без зусиль» і конкуруючих варіантів відео.

### «Технічні труднощі»
Скотт є членом комедійної трупи з чотирьох осіб під назвою The Technical Difficulties, з якою він вів однойменне радіошоу на University Radio York, яке виграло нагороду Кевіна Ґрінінга на Student Radio Awards у 2008 році. Упродовж багатьох років група створила кілька подкастів і відеопередач, зокрема:
| Передачі                      | Роки виходу |
| ----------------------------- | ----------- |
| The Reverse Trivia Podcast    | 2010–2014   |
| Citation Needed               | 2014–2018   |
| Two of These People Are Lying | 2019–2021   |
| Adventures                    | 2022–2023   |

## Інша діяльність

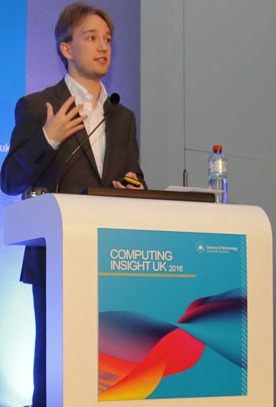
Скотт на події Computing Insight UK у 2016 році

У 2014 році Скотт разом із Меттом Греєм заснував Emojli. Це була пародійна соціальна мережа, створена лише для емодзі, натхненна програмкою Yo. Вебсайт «Салон» назвав Емоджлі «жартом, перетвореним на реальність». Його закрили в липні 2015 року після того, як його обслуговування стало занадто дорогим. У вересні 2015 року Скотт створив повнорозмірну клавіатуру емодзі з чотирнадцяти стандартних клавіатур для введення кожного стандартного емодзі Unicode.
Скотт працював на UsVsTh3m від Daily Mirror, створюючи Flash-ігри, деякі з яких він продовжує підтримувати на своєму особистому веб-сайті.
Серед інших вебпрограм, створених Скоттом, є «Evil», програма, яка розкривала номери телефонів користувачів Facebook; «Tweleted», який показував дописи, видалені з твітера; «What is Osama bin Watchin?» із колажами фото Осами бен Ладена з YouTube-мемами; «Parliament WikiEdits», бот, який твітить щоразу, коли у Вікіпедії зберігається редагування з IP-адреси будівлі парламенту, що надихнуло хвилю подібних облікових записів, включаючи CongressEdits; і «Klouchebag», сатира на сайт рейтингів соціальних мереж Klout.
У грудні 2022 року Скотт з'явився у двох епізодах Christmas University Challenge як капітан команди Університету Йорка.
Скотт заснував компанію Pad 26 Limited, яка пропонує виробництво контенту, розробку форматів і консультації YouTube.

## Подяки
У 2022 році Скотт отримав Streamy Award у номінації Learning and Education. Він був номінований у цій же категорії в 2023 році.

## Дискографія

### Сингли
| Назва                      | Виконавці                           | Рік  | Прим.         |
| -------------------------- | ----------------------------------- | ---- | ------------- |
| «On A Pirate Ship»         | Jay Foreman featuring Mad Cap'n Tom | 2007 | [ 41 ]        |
| «Shelter Me from the Rain» | Beardyman featuring MC HyperScott   | 2022 | [ 42 ] [ 43 ] |

## Уточнення
1. ↑  Кількість підписників за каналом:
  - 6,28 млн (Tom Scott)
  - 256 тис. (Matt and Tom)
  - 826 тис. (Tom Scott Plus)
  - 154 тис. (The Technical Difficulties)
  - 95,6 тис. (Lateral with Tom Scott)
2. ↑  Кількість переглядів за каналом:
  - 1,719 млрд (Tom Scott)
  - 45,8 млн (Tom Scott Plus)
  - 44,11 млн (Matt and Tom)
  - 2,97 млн (The Technical Difficulties)
  - 8,96 млн (Lateral with Tom Scott)